# Grafocentrismo
Grafocentrismo é um viés interpretativo tipicamente inconsciente em que a escrita é privilegiada sobre a fala.
Os preconceitos em favor da palavra escrita ou impressa estão intimamente associados com a classificação da visão acima dos outros estímulos sensoriais, que tem sido chamada de 'visocentrismo'. Ele se opõe ao fonocentrismo, que é o viés a favor da fala.